# Újkor.hu
Az Újkor.hu – A velünk élő történelem történettudományi ismeretterjesztő portál azzal a céllal jött létre 2014 nyarán, hogy hidat képezzen a szakma és a nagyközönség között. A szerkesztőség jelenleg tíz főből áll, akik a történettudomány legváltozatosabb területein – tudományos kutatóként, muzeológusként, intézményi kommunikátorként, középiskolai tanárként, egyetemi oktatóként – dolgoznak főállásban. A szerzőgárda nagyrészt szintén a tágabb értelemben vett történészszakmára épül. A honlapot a Nemzeti Hírközlési Hatóság médiatermékként tartja nyilván, a megjelenő írások pedig a Magyar Tudományos Művek tárában jegyzett ismeretterjesztő folyóiratban megjelent műnek számítanak. Az Újkor.hu együttműködik a Bölcsészettudományi Kutatóközponttal, a Debreceni Egyetem Bölcsészettudományi Kar Történelmi Intézetével, az ELTE Trefort Ágoston Gyakorlóiskolával, a Honismereti Szövetséggel, az I. Tóth Zoltán Körrel, a Járom Kulturális Egyesülettel, a Kossuth Kiadói Csoporttal, a Magyar Hadtudományi Társaság Dél-Dunántúli Tagozatával, a Magyar Nemzeti Levéltárral, az MTA-PPKE Fraknói Vilmos Római Történeti Kutatócsoporttal, a Nagy Háború Bloggal, a Napi Történelmi Forrás portállal, a Nemzeti Emlékezet Bizottságával és a Pécsi Tudományegyetem Bölcsészet- és Társadalomtudományi Kar Történettudományi Intézettel.

A lap főszerkesztője alapításától Szőts Zoltán Oszkár történész. 
„A hagyományos ismeretterjesztő cikkek közlése mellett a portálon kiemelt szerepet kapnak a történelemmel kapcsolatos konferenciák, kiállítások, műhely- és kerekasztal-beszélgetések és előadások bemutatásai. Nemcsak a fővárosi, hanem a vidéki, sőt a határon túli rendezvényekről is tudósítanak. Ezeken felül megjelennek még recenziók, tudományos vitasorozatok, illetve történelmi filmek kritikái, amelyeknek történészi szemmel való elemzése hiánypótló.”
(Szőts Zoltán Oszkár: Újkor.hu)

## Állandó rovatai
- Beszámoló - Tudósítások rendezvényekről[5]
- Aktuális - Hírek, ajánlók, felhívások[6]
- Lapozó - Recenziók és folyóirat-ismertetők[7]
- Magyar történelem - Magyar történeti cikkek, tanulmányok[8]
- Világtörténelem - Egyetemes történeti cikkek, tanulmányok[9]
- Portré - Életrajzok és interjúk[10]
- Oktatás - Történelemoktatással kapcsolatos cikkek[11]
- Mozgókép - Film- és sorozatkritika[12]
- TheHistoryGeek - Videók és podcastok[13]

## Szerkesztőség tagjai[1]
- Főszerkesztő: Szőts Zoltán Oszkár
- Főszerkesztő-helyettes, rovatvezető (Aktuális): Szőts-Rajkó Kinga
- Rovatvezető (Lapozó és Oktatás): Maróti Zsolt Viktor
- Rovatvezető (Mozgókép): Árvai Tünde
- Rovatvezető (Világtörténelem): Hevő Péter
- Rovatvezető (TheHistoryGeek): Lengyel Ádám
- Rovatvezető (Portré): Rácz K. Bence
- Rovatvezető (Beszámoló): Krizsán Bálint
- Rovatvezető (Magyar történelem): Selmeczi Péter
- Rovatvezető (Magyar történelem): Ujj Zoltán
- Instagram: Apjok Vivien
- Tanácsadó: Fekete Bálint
- Tanácsadó: Fóris Ákos
- Tanácsadó: Katona Csaba
- Tanácsadó: Schvéd Brigitta

## Kapcsolódó oldalak
- Szőts Zoltán Oszkár